# Interspect Csoport
Az Interspect Kutatócsoport tevékenysége a nagyfelbontású környezetvédelmi légi felmérések technológiai hátterének megteremtése és kivitelezése köré összpontosul. A csoport jelentősebb eredményeket a műszertervezés és a nagyfelbontású légi felmérések területén ért el.

## Az Interspect története
2009-ben nyerte el hivatalos formáját, az ARGOS Stúdió, valamint a Sziget Stúdió tagjai alapították. Az Interspect fiatal kutatókból és mérnökökből álló csoportja azonban nem egyidős a cég alapításával. 2004-ben szerveződött egyesületté, amely audiovizuális tevékenységgel, repülőgépes távérzékeléssel, később monitoring és környezetállapot felméréssel szolgálta a táj alapú környezetvédelmet. Az oktatásba is bekapcsolódó egyesületi tagok nagyrészt a Környezetvédelmi és Vízgazdálkodási Kutatóintézet, a Szent István Egyetem és az Eötvös Loránd Tudományegyetem köréből kerültek ki. Jól ismerik a környezetmérnöki, víz- és erdőgazdálkodási, településszervezési és katasztrófavédelmi feladatokat, amelyekhez térbeli információkat gyűjtenek.
A távérzékelési tevékenység és az ez irányú kutatás-fejlesztés előtérbe kerülésével 2009-ben alapították meg Interspect néven a magyar légi távérzékelési célú szenzorfejlesztés és itthoni bázisú, nemzetközi légi távérzékelés alapjaként felfogható kft.-t. A kutatócsoport azért jött létre, hogy minden irányzattól és környezetértékelési divattól függetlenül földmegfigyelési és felszínborítási adatokat szolgáltasson a természetvédelem, az ökológusok és a környezeti állapotot értékelő szervezetek számára, folytatva a nagy előd, a 2008-ban megszűnt ARGOS tevékenységét. Az Interspect rohamos fejlődésnek indult, és nagy technológiai áttörést ért el, már az első két évben. A 2009 szeptemberében sikeresen bemutatkozó technológia kamerarendszerek fejlesztésére ösztönözte a csoportot. A szakmai tapasztalat és a folyamatos konzultáció a távérzékelt adatok felhasználóival lehetővé tették extrém, egyedülálló fotogrammetriai, távérzékelési termékek előállítását. A nem csupán nagy felbontású, de dinamikus, szakszerűen feldolgozott különböző spektrumú felvételek új lehetőségeket kínálnak az információszerzésre, részletesebben kiértékelhetőek, osztályozhatóak voltak.

## Az első magyar fejlesztésű digitális légi mérőkamerák
Elsőként az IS 1 kamerarendszert építették meg, amely még hagyományos fényképezőgépeket tartalmazó, kalibrált mérnöki konstrukció volt. Az egyoptikás rendszer lehetővé tette, hogy a benne foglalt, megnövelt kiolvasási sebességű tükörreflexes fényképezőgép és a hozzá tartozó átalakított lencserendszer képvándorlás (a haladási sebességből adódó bemozdulás) nélkül készítsen nagy repülési sebességnél is átfedő, éles és extrém terepi felbontású felvételeket. (A terepi felbontás azt fejezi ki, hogy egy pixel hány centiméter szélességű terepi foltot képez le.)
A kalibrált kamera pozicionálását más típusú fényképezőgépekből, mérőműszerekből és optikai kardánokból összeállított, INS vezérlésű rendszer oldotta meg. A budapesti állatkertről 2009. szeptember 2-án, 16:43 -17:04 perc között, gyenge megvilágításnál készített csaknem 300 felvételből tökéletesen exponált, egységes légifelvétel-mozaik került összeállításra. A felvételek feldolgozásához önálló szoftverfejlesztésre is szükség volt, hiszen a hagyományos fotogrammetriai szoftverek más arányokkal dolgoznak. Ebben az esetben az épületek és fák jóval nagyobb, és magasabb objektumként jelennek meg a felvételeken, mint a hagyományos ortofotókon.
Az állomány terepi felbontása 1,8 centiméterrel világrekordnak minősült.
Az előtanulmány gyors sikere a fejlesztés felgyorsítására ösztönözte a csoportot. „Bakó Gábor eddigre több mint száz digitális fényképezőgépet próbált ki, megkeresve a megfelelő alkatrész donorokat. Ide tartoznak a vezető középformátumú, nagyformátumú, és teljes érzékelő felületű kis formátumú fényképezőgépek. A korábbi mérőkamerák szerkezeti tanulmányozását követően nem volt kétség afelől, hogy az új rendszernek teljesen más elgondolás alapján kell megépülnie. A méret és tömegcsökkentés, valamint a dinamikus, nagyfelbontású légifelvétel-térképezés volt az Interspect IS 2 rendszer készítésekor az elsődleges koncepció. Molnár Zsolt műszaki vezető megtervezte és elkészítette az elektronikai elemeket és navigációs rendszert. A kamera strapabíró, ergonomikus burkolatát is ő tervezte, és az Interspect laboratóriumában készítettük el 2009-2010 között.”
Az elkészült kamerát a gyakorlatban is alkalmazták, negyvennél is több nagy területet lefedő légifelvétel-térképet készítettek vele, amelyeket a szakemberek speciális vizsgálatok végzésébe is bevontak. A dinamikus, részletes térképeken becsültek vízminőséget, készült belőlük belvíztérkép, erdőgazdálkodási, vegetációtérképezési adatbázis, és nagy pontossággal felmértük a vörösiszap-katasztrófa elöntési területét.
Az IS 3 készülék már nem csak az emberi szem számára is látható RGB csatornákon volt képes felvételeket rögzíteni, de a spektrum közeli infravörös tartományának különböző részein is, variálható tartományokban. A három érzékelőről összesen hat csatornát olvasott ki. A burkolat oldalsó részén elhelyezkedő számítógép, és egy külön hardver fűzi össze az így elkészült csatornánként 14 bites felvételeket a tájolási és helymeghatározási adatokkal.
2011. március 3-án ortofotó-térkép előállítására alkalmas subpixeles felbontású felvételezést végeztek a Veresegyházán.
Az IS 3 legnagyobb előnye, kis mérete (720 x 300 x 210 mm) korlátozó tényezővé vált. A csatornaszám növelése, a további felbontás növekedés iránt támasztott igények új konstrukció elkészítését sürgették. Az IS 4 2011. szeptemberére készült el és 2012-ben újabb felbontás rekordot döntött. Az Interspect Is 1 - Is 4 sorozat kamerái nem kerültek forgalomba, a természet- és tájvédelmi távérzékelést szolgálják.

## Az Interspect szenzorcsalád
A sorozatgyártásba került mérőkamerák a tesztkameráknál kisebb méretűek, nagy felvételezési sebességre, FMC nélkül is képvándorlásmentes, minőségi multispektrális felvételkészítésre képes teljes körű geometriai és spektrális kalibráción átesett mérőberendezések.
Repülőgép fedélzeti mérőkamerák:
INTERSPECT IS 5 PENTA Multispektrális térkamera
INTERSPECT IS 5 NDVI 34 MP felbontású 3 csatornás vegetáció szenzor
INTERSPECT IS 5 MS 25 MP multispektrális mérőkamera 12 spektrális csatornával (NUV; R; G; B; NIR-1; NIR-2 + 6 megválasztható spektrumú csatorna)
INTERSPECT IS 5 HS 72 csatornás 10 nm lépésközű hiperspektrális mérőkamera 2580 terepi pixel felbontással
Kisméretű pilóta nélküli repülőeszközre tervezett mérőkamerák:
INTERSPECT IS U1.1  25 MP RGB mérőkamera
INTERSPECT IS U2.1 5 MP NDVI kamera
INTERSPECT IS U2.2 5 MP NDVI kamera automatikus légköri korrekciókkal
INTERSPECT IS U3.1 16 MP 3D NDVI mérőkamera
INTERSPECT IS U4.1 25 MP 3D térfelmérő penta-mérőkamera

## Elért eredmények
2009. Repülőgépes légi térképezés felbontás világrekordja: 1,8 cm terepi felbontású (M=1:220) légifelvétel-térkép előállítása merevszárnyú repülőgépből készített teljes területfedéses sorozatfelvételekből. A felvétel az interneten is megtekinthető: www.zoomy.hu 

Digitális mérőkamera kalibrációs protokoll bevezetése - 2010
2011. A subpixeles felbontás elérése éles felvételek esetén gyorsan haladó merevszárnyú repülőgéppel
2012. Repülőgépes légi térképezés felbontás világrekordja: 0,5 cm terepi felbontású (M=1:60) légifelvétel-térkép előállítása merevszárnyú repülőgépből készített teljes területfedéses sorozatfelvételekből. A felvétel az interneten is megtekinthető: www.aerialrecord.com

## Légi felmérések (ortofotó programok)
A csoport 121 légi felmérést hajtott végre 2009 és 2013 júniusa között.
Mérőműszerek fejlesztése:

Kizárólag belső fejlesztésű eszközök:

- Interspect IS 1 digitális légi mérőkamera

- Interspect IS 2 digitális légi mérőkamera

- Interspect IS 3 digitális multispektrális légi mérőkamera

- Interspect IS 4 MACS digitális multispektrális légi mérőkamera

- Interspect IS 4 SCMC nagyfelbontású digitális légi mérőkamera

- Interspect IS 4 MS II. digitális multispektrális légi mérőkamera

- IstDS600-1030nmDSLR - Digitális terepi NDVI kamera

Közös fejlesztésű eszközök:

- Multispektrális mikroszkóp (MTA-Interspect)

## Természetvédelmi elhivatottság
- A Duna menti tölgyesek restaurációs kísérlete
- Tájsebek, külszíni fejtések, bányatavak, depóniák és egyéb mikroklíma átalakító tényezők felmérése
- Környezetszennyező (inváziós, allergén és talaj átalakító hatású) növények elterjedésének feltérképezése
- A vörösiszap-katasztrófa hatásainak vizsgálata
- A Szomolyai kaptárkövek TT multispektrális légi felmérése és háromdimenziós modellezése

## További eredmények
- Térinformatikai alaprendszer fejlesztése

- Légifelvétel archívum Archiválva 2021. április 22-i dátummal a Wayback Machine-ben

- A Duna árvizeinek légi felmérései

- Műholdfelvételek feldolgozása

## Oktatási tevékenység
Az Interspect hallgatói program keretében 23 hallgató vett részt a fél éves képzésben és 14 hallgató írta a kutatócsoport által kiadott témából diploma- illetve szakdolgozatát.

## Az Interspect Csoport tagjai
Alapítók: Bakó Gábor, Molnár Zsolt, Arday András, Eiselt Zoltán
Tiszteletbeli tagok: Licskó Béla
További tagok: Kovács Gábor (geodéta, térképész), Feldhoffer Zsófia, Góber Eszter (az archívum vezetője), Tolnai Márton (geográfus, geoinformatikus), Pócza Gábor – Boldizsár István (UAS technológia)

## Az Interspect által alkalmazott repülőgépek
- Piper PA–32–300 Cherokee Six
- Piper PA–34 Seneca
- Cessna 182 E Skylane
- Cessna TU 206 E Super Skywagon
- Antonov An–2P
- PZL–101A Gawron[18]